# Paul Howe
Paul Howe (n. 8 ianuarie 1968, Singapore) este un înotător britanic, medaliat olimpic. A participat la 3 ediții ale Jocurilor Olimpice (1984, 1988, 1992) în care a câștigat o medalie de bronz.